# Bärstadt
Bärstadt ist der zweitgrößte Ortsteil der Gemeinde Schlangenbad im südhessischen Rheingau-Taunus-Kreis, die zu den kommunalen Staatsbädern zählt.

## Geographische Lage
Bärstadt liegt im Westen eines drei Kilometer langen und bis zu einem Kilometer breiten Talkessels nahe den Kurbädern Schlangenbad und Bad Schwalbach. Die Gemarkung liegt in einer Höhenlage von 375 Meter NN bis 530 Meter NN direkt nördlich des Taunushauptkamms. Umgeben von Feldern und Wiesen, schützen die umliegenden bewaldeten Höhen das Dorf vor dem Eindringen der nasskalten Witterung aus Nord und West. Im Kessel, der sich nach Südosten öffnet, sammelt sich die hier entspringende Walluf und fließt als Bach, gespeist von vielen kleinen Gewässern, durch den Nachbarort Wambach weiter zum Rhein. Die Walluf-Quelle ist die wichtigste der vielen örtlichen Wasservorkommen und dient der Wasserversorgung des Ortes.

## Geschichte

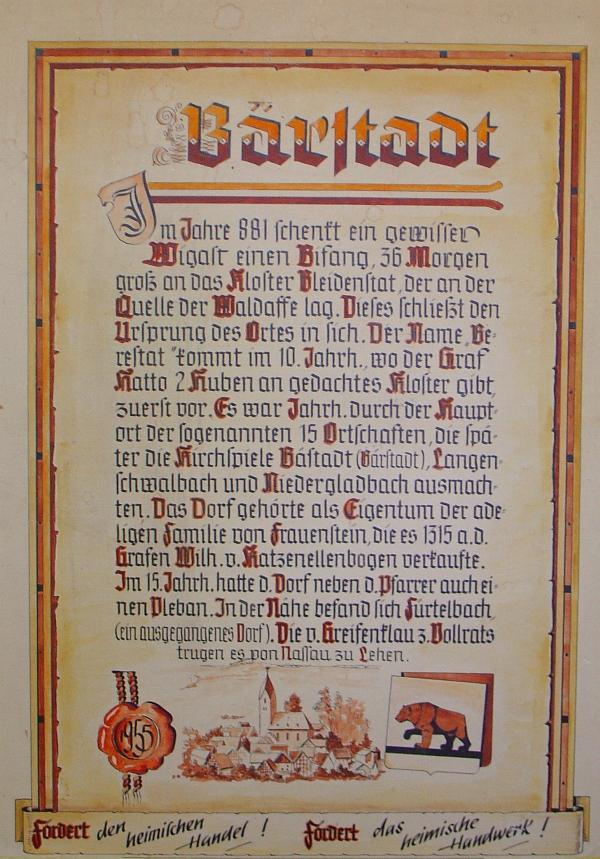
Geschichtstafel in der alten Schule 1955

### Frühe Geschichte
Bärstadt wurde zum ersten Mal 1194 als Berstad urkundlich erwähnt, allerdings war es zu dieser Zeit schon Hauptort eines ausgedehnten Kirchspiels. Die Martinskirche wurde bereits vom 6. bis 8. Jahrhundert erbaut (siehe Abschnitt Kirche und ihre Geschichte). Für die Historiker weisen der Ortsname, die Martinskirche und die Stellung im Kirchspiel auf ein Alter des Dorfes von weit über 1000 Jahren hin.

### Hauptort der Überhöhischen Dörfer
Bärstadt gehörte mit dem Rheingau zu Kurmainz und war nach einer Grenzbeschreibung des Rheingauer Weistums von 1324 Hauptort der 15 überhöhischen Dörfer im Einrich (Einrichsgau). Diese 15 Orte waren: Langenschwalbach (heute Bad Schwalbach) und seine heutigen Stadtteile Heimbach, Lindschied, Ramschied, Langenseifen, Fischbach und  Hettenhain, ferner die heute zu Schlangenbad gehörenden Orte Niedergladbach, Obergladbach, Hausen vor der Höhe, Bärstadt als Hauptort und Wambach. Neben diesen 12 Ortschaften zählten noch die vor 1585 abgegangenen Dörfer Fortelbach, Selhain und Mittelgladbach dazu.
Somit ist das Gebiet der überhöhischen Dörfer fast deckungsgleich mit dem Gebietsstand der Stadt Bad Schwalbach und der Gemeinde Schlangenbad nach dem Abschluss der Gebietsreform in Hessen am 1. Januar 1977. Lediglich der Bad Schwalbacher Stadtteil Adolfseck und Schlangenbad-Georgenborn gehörten nicht zu den 15 Dörfern.
Der Bärstadter Schultheiß war für diese Dörfer zuständig, insbesondere zur Überwachung der Frondienste und der Abgaben an wechselnde Adelsgeschlechter. Auch die Gerichtsbarkeit für alle Orte wurde in Bärstadt ausgeübt. Hier wurde Gericht gehalten, ein Gefängnis und ein Galgen unterhalten und auch öffentliche Versammlungen (germanisch Thing, später dingliche Tage) fanden in Bärstadt statt. Der Gerichtsplatz und das Gefängnis befanden sich direkt an der Kirche.
Aus allen 15 Dörfern kamen die Bewohner zu Fuß zur Kirche in Bärstadt und wurden dort auch begraben. Noch heute sind die alten Kirchenpfade, die stets den direkten und kürzesten Weg nahmen, zu finden.
Durch den Bau des Rheingauer Gebücks im 12. Jahrhundert, das die Sonderrechte der Rheingauer schützen sollte, wurden die ärmeren 15 Dörfer ausgegrenzt. Das Gebück verlief nahe dem heutigen Ort Schlangenbad und der Bärstadter Dreispitz weiter auf dem Höhenzug in Richtung Hausen vor der Höhe und Obergladbach. Damals war ein Wachturm des Rheingaues von Bärstadt aus zu sehen. Diese Anlage mit Wall und Graben ist noch deutlich erkennbar.

### Kurmainzische Gerichtsbarkeit
Durch die Abgrenzung zum Rheingau gewann die Grafschaft Katzenelnbogen die Vormachtstellung über den Einrich. Die Gerichtsbarkeit allerdings verblieb bei den Mainzer Kurfürsten. Dies änderte sich auch nicht, als durch das Aussterben derer von Katzenelnbogen (1479) die 15 Dörfer an den Landgraf von Hessen, Heinrich III. fielen.
An einem „dinglichen Tag“ am 21. April 1489 in Bärstadt vor der Kirche mussten die Männer der 15 Dörfer unter Eid die Vorrechte des Erzstifts Mainz auf Rechtsprechung anerkennen, die Abhängigkeitsverhältnisse zu Hessen wurden hierbei nicht angetastet. Auch mit diesem Umstand verbundene Naturalabgaben der Überhöhischen Dörfer an Mainz wurden an diesem Tag geregelt. Die Ergebnisse dieses Tages wurden im „Bärstadter Weistum“ fixiert.
1719 widersetzten sich Bärstadter mit Gewalt dem Bau einer Zehntscheuer, wo sie ihren Anteil an der Ernte abliefern sollten. Auch die Erneuerung des Galgens verhinderten die Bärstadter.
Der Galgen in Bärstadt stand auf dem Galgenkopf an der alten hohen Straße. Der letzte Delinquent, der dort 1727 gehängt wurde, war ein Dieb. 1728 sollte das Holzgestell, das baufällig geworden war, durch ein Bauwerk aus Stein ersetzt werden. Da in Bärstadt allerdings hessische (und seit 1527 evangelische) Geschlechter regierten und nur die Gerichtsbarkeit von Kurmainz ausgeübt wurde, untersagten diese hessischen Herrschaften die „Baugenehmigung“ für ein Fundament. Kurmainz hielt aber an der Gerichtsbarkeit fest, bis Bärstadt und der Rheingau 1806 (endgültig 1816) an das Herzogtum Nassau übergingen und alle diesbezüglichen Einrichtungen nach Langenschwalbach (Bad Schwalbach) verlegt wurden. Auch durch die Überlassung der warmen Quellen an das aufstrebende „Fürstenbad“ Schlangenbad und durch die Entwicklung des Bäderwesens allgemein verlor Bärstadt im 18. Jahrhundert seine Funktion als lokales Zentrum.

### Kirche und ihre Geschichte

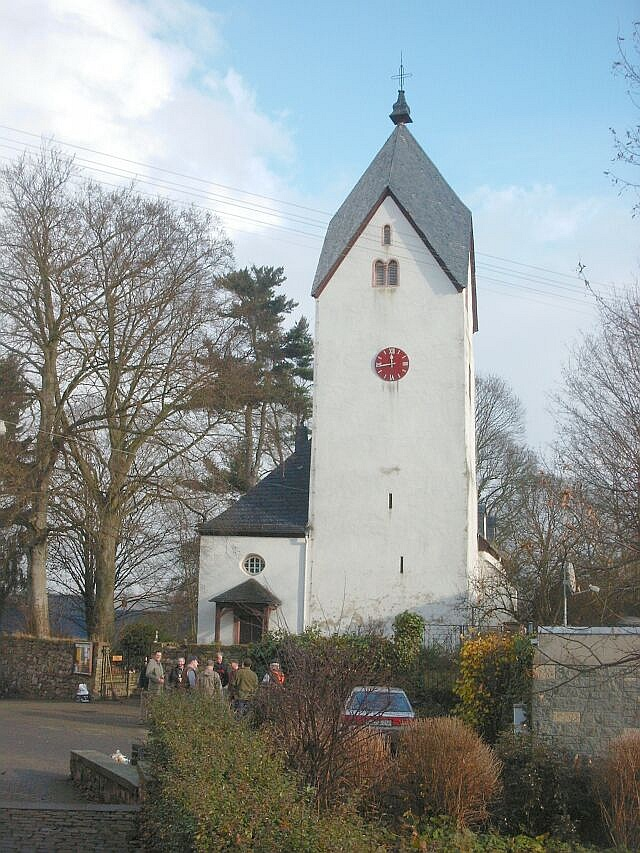
Martinskirche in Bärstadt

Bärstadt war lange Zeit das Zentrum eines ausgedehnten Kirchspiels, zu dem insgesamt 15 Dörfer gehörten, darunter bis ins 13. Jahrhundert auch das heutige Bad Schwalbach, und bis Ende des 19. Jahrhunderts Schlangenbad. Zur heutigen Kirchengemeinde zählen neben Bärstadt (650 Gemeindeglieder) die Außenorte Hausen v. d. H. (327), Fischbach (188 – mit eigener Kapelle aus dem Jahre 1955) und Langenseifen (272). (Gesamt: 1437 Kirchengemeindeglieder im Frühjahr 1997). Heute gehört die Kirchengemeinde Bärstadt zum Dekanat Rheingau-Taunus in der Propstei Rhein-Main der Evangelischen Kirche in Hessen und Nassau (EKHN).
Im Turm und in den Grundmauern gibt es romanische Bauteile. Außerdem wurden bei Ausschachtungsarbeiten Bodenplatten eines Vorgängerbaus gefunden, die um 1250 hergestellt wurden. 1996 wurden sie in der Nähe des Taufsteins in den heutigen Boden eingesetzt. Die älteste Glocke wurde zwischen 1200 und 1250 gegossen. Die beiden jüngeren Glocken wurden im Jahr 1468 von dem Glockengießer Paulus zu Uedersdorf zu Andernach gegossen.
Der Kirchenbau, wie er heute steht, stammt erst aus den Jahren 1709–1717. Er steht in einem kleinen Park, der bis ins 18. Jahrhundert Kirchhof war, woran noch einige alte Grabsteine erinnern. Tatsächlich wurden bei Bauarbeiten in der angrenzenden Hauptstraße Reste einer alten Klostermauer gefunden.

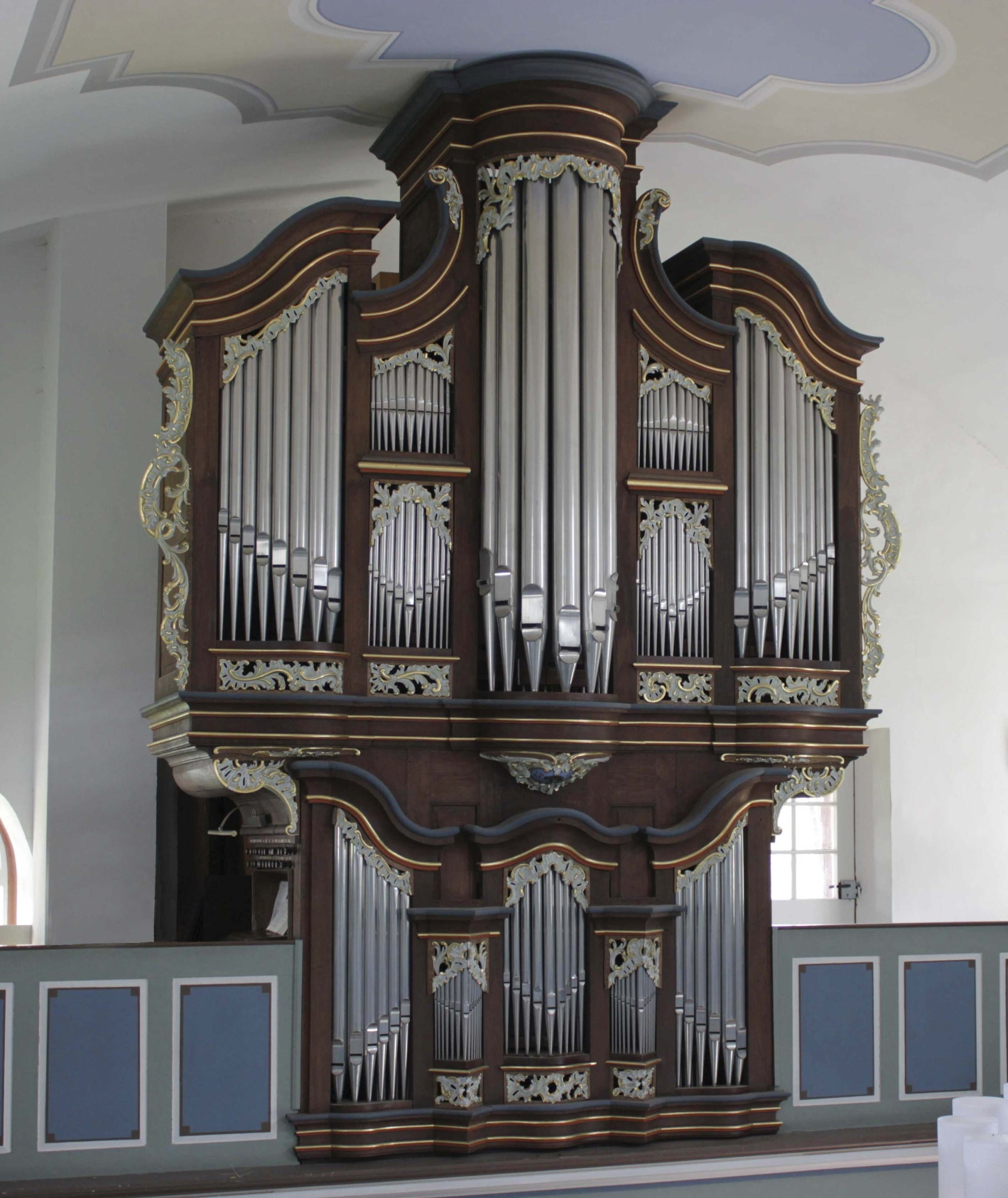
Die Stummorgel in Bärstadt

Die Orgel im Kirchenraum wird 2021 250 Jahre alt und stammt von der Orgelbaufamilie Stumm im Hunsrück. Sie ist besonders originalgetreu erhalten. 966 Orgelpfeifen lassen das Klangbild dieser Orgel entstehen. Sie hat zwei Manuale und 24 Register, von denen sechs Zungenregister sind.
Unter der Orgel befindet sich die Kanzel. Daraus kann man ersehen, dass die Kirchengemeinde Bärstadt ursprünglich rein calvinistisch geprägt war. In der reformierten Theologie, die auf Johannes Calvin zurückgeht, steht das Wort, die Predigt im Mittelpunkt, deshalb musste auch die Kanzel im Zentrum sein. Heute ist die Kirchengemeinde Bärstadts als Teil der unierten Evangelischen Kirche in Hessen und Nassau sowohl calvinistisch als auch lutherisch geprägt.
Im Kirchenschiff befindet sich ein spätgotischer Taufstein. Der Taufstein bildet zusammen mit einem Rokoko-Kruzifix aus der 2. Hälfte des 18. Jahrhunderts und der Osterkerze einen eigenen Schwerpunkt: Tod und Auferstehung werden seit vielen Jahrhunderten an dieser Stelle in der Taufe vergegenwärtigt.
Auf dem Gelände steht außerdem das Pfarrhaus, das seine heutige Gestalt in den 1780er Jahren erhalten hat, sowie das Gemeindehaus, das 1991 errichtet wurde.

### Jüngste Geschichte
Bärstadt war bis in die 1950er Jahre ein rein landwirtschaftlicher Standort mit einem hohen Maß an Selbstständigkeit. Alte Höfe im Ortskern, teils Fachwerkhäuser mit leer stehenden Wirtschaftsgebäuden, belegen diese landwirtschaftliche Ausrichtung noch heute.
„Wirtschaftlichere“ Angebote (Arbeitsplätze in der Industrie und Verwaltung) und eine für die Erzeuger ungünstige Preispolitik ließen der herkömmlichen Landwirtschaft keine Zukunft. Handwerker und eine kleine Kartonagenfabrik haben als Familienbetriebe Leute aus dem Dorf eingestellt.
Die einsetzende Mobilisierung und die Trennung von Wohn- und Arbeitsort führten dann zu weiteren Veränderungen im Dorfleben. Die Entscheidung für den Individualverkehr, für Straßenbau und Bauplätze hatten Auswirkungen. Das nahe liegende Rhein-Main-Gebiet mit den Großstädten Wiesbaden, Mainz und Frankfurt wirkte wie ein Magnet. Neben dem alten Ortskern entstanden Neubau- und Wochenendgebiete. Im Laufe der Zeit ging ein guter Teil der Selbstversorgung und der Infrastruktur des Dorfes verloren. Ein Aussiedlerhof (Gerste, Heu und Pferde) und einige wenige Nebenerwerbslandwirte sind heute das, was von der Landwirtschaft übrig blieb.
Zur Zeit des Herzogtums Nassau gehörte Bärstadt zum Amt Langen-Schwalbach. Nach der Annexion durch Preußen wurde es 1867 dem Untertaunuskreis im Regierungsbezirk Wiesbaden zugeordnet.

### Gebietsreform
Im Vorfeld der Gebietsreform in Hessen schloss sich die Gemeinde Bärstadt und andere Gemeinden am 1. Juli 1972 freiwillig der Gemeinde Schlangenbad an. Für den Ortsteil Bärstadt wurde wie für die übrigen Ortsteile ein Ortsbezirk  mit Ortsbeirat und Ortsvorsteher eingerichtet.

### Ortsname
In erhaltenen Urkunden wurde Bärstadt unter den folgenden Namen erwähnt:
Bärstadt hieß 1194 bis 1198 Berstad, 1240 Berrestat, 1315 Berstat vor der Ho, 1489 Berstatt, 1531 Berstat vor der Höhe, 1694 Berstatt.
Im Dialekt sprechen die Alteingesessenen von Baarsched.

## Wappen
Am 8. Dezember 1970 wurde der Gemeinde Bärstadt im damaligen Untertaunuskreis ein Wappen mit folgender Blasonierung verliehen: In Silber auf blauem Dreiberg ein schreitender, rotbewehrter schwarzer Bär. Schon seit dem 16. Jahrhundert zeigte das Gerichtssiegel und die späteren Gemeindesiegel einen Bären.

## Kultur und Sehenswürdigkeiten

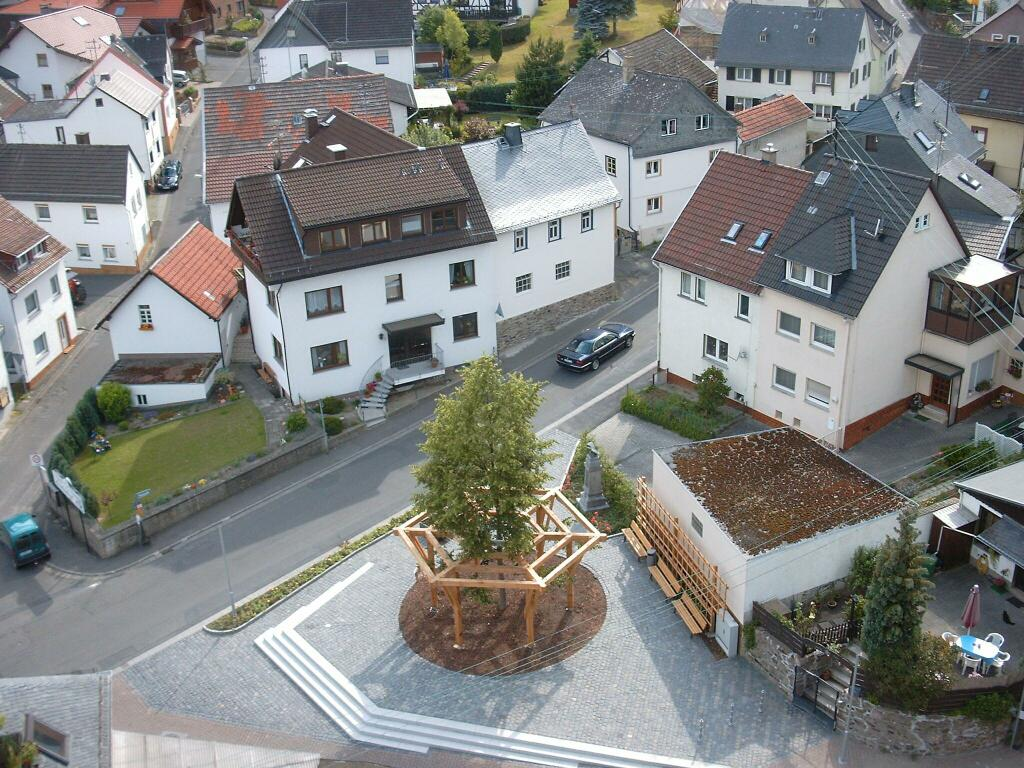
Blick auf die Tanzlinde 2004

### Tanzlinde in Bärstadt
Im Dorfmittelpunkt stand bis zum 3. September 1992 eine ca. 180 Jahre alte Linde, die an diesem Tage einem Sturm zum Opfer fiel.
Im Rahmen der Dorferneuerung wurde von der Dorfgemeinschaft 2003 eine neu gepflanzte Sommerlinde so geschnitten, dass in späteren Zeiten eine große Tanzlinde den Ortsmittelpunkt prägen wird. 2004 fand im Rahmen eines großen Festes die Einweihungsfeierlichkeiten statt.
Im altfränkischen Raum, zu dem auch Bärstadt gehörte, wurde es Brauch, Linden durch Podeste aufzuwerten. Auf ihnen wurde getanzt und dann darunter Gericht gehalten. Im Umkreis von 30 km um Bärstadt stehen im Rheingauer Taunus noch Relikte großer Linden, wie die Blutlinde in Frauenstein und die Gerichtslinde in Geisenheim.

### Sport
In Bärstadt existieren drei Sportvereine:
- Turnverein 1893 Bärstadt e. V. (Badminton, Gymnastik, Tischtennis)
- Schützenverein Bärstadt 1966 e. V.
- FC Bärstadt 1983 e. V. (Fußball, Rad)

### Film und Fernsehen
Die noch heute in Bärstadt wohnende Anne Voss, die in den späten 1970er Jahren die Kindersendung Löwenzahn erfand, ließ ihren Helden Peter Lustig seit 1980 in einem Bauwagen in einem Ort namens Bärstadt leben. Durch die regelmäßige Erwähnung des Ortsnamens im ZDF erlangte die Stadt bundesweit Bekanntheit, auch wenn die allermeisten Folgen in und um Berlin gedreht wurden.
Einige Jahrzehnte zuvor, im Jahre 1954, war Bärstadt Drehort des Spielfilmes Die Goldene Pest mit Karlheinz Böhm. In dem Spielfilm geht es um einen deutschen Soldaten aus Dossental (= Bärstadt), der nach dem Krieg in die USA auswandert, seine Liebe in der Heimat jedoch nicht vergessen kann und nach einiger Zeit zurückkehrt.

## Wirtschaft und Infrastruktur

### Tourismus
Bärstadt liegt am Ostrand des Rheingaugebirges im Naturpark Rhein-Taunus und ein Ausgangs- oder Endpunkt für Wanderungen, bspw. auf den alten Kirchenpfaden. In der Ortsmitte befindet sich ein Gasthaus.

### Verkehr
Bärstadt ist von Wiesbaden und aus dem Rhein-Main-Gebiet über die Bundesautobahn 66 und die Bundesstraße 260 (Bäderstraße) erreichbar. Hinter der Ortsumgehung von Schlangenbad zweigt in der Ortsdurchfahrt von Wambach die Landstraße nach Bärstadt ab (ca. 10 km ab A 66), die weiter nach Hausen vor der Höhe führt.

### Freizeit- und Sportanlagen
- Bolzplatz (mit 100-Meter-Laufbahn, Sprunggrube und Wurfkreis)
- Soccerfield (Mini-Fußballfeld mit Bande)
- Turnhalle (1 Segment)
- Freizeitgelände Dreispitz (mit Grillmöglichkeiten)
- Finnenbahn (850-Meter-Rundkurs)
- Reitplatz